# Dreetz (Brandemburgo)
Dreetz é um município da Alemanha, situado no distrito de Ostprignitz-Ruppin, no estado de Brandemburgo. Tem 64,43 km² de área, e sua população em 2019 foi estimada em 1.128 habitantes.